# Bulbophyllum septatum
Bulbophyllum septatum är en orkidéart som beskrevs av Rudolf Schlechter. Bulbophyllum septatum ingår i släktet Bulbophyllum och familjen orkidéer. Inga underarter finns listade i Catalogue of Life.